# Söletjärnen, Värmland
Söletjärnen är en sjö i Årjängs kommun i Värmland och ingår i Göta älvs huvudavrinningsområde. Sjön har en area på 0,0752 kvadratkilometer och ligger 185,3 meter över havet.

## Delavrinningsområde
Söletjärnen ingår i det delavrinningsområde (661372-128433) som SMHI kallar för Utloppet av Sandsjön. Medelhöjden är 228 meter över havet och ytan är 27,19 kvadratkilometer. Räknas de 2 avrinningsområdena uppströms in blir den ackumulerade arean 47,1 kvadratkilometer. Fårnåsälven (Kroksälven) som avvattnar avrinningsområdet har biflödesordning 4, vilket innebär att vattnet flödar genom totalt 4 vattendrag innan det når havet efter 281 kilometer. Avrinningsområdet består mestadels av skog (81 procent). Avrinningsområdet har 2,87 kvadratkilometer vattenytor vilket ger det en sjöprocent på 10,5 procent.